# Mouche pisseuse
Homalodisca vitripennis
Espèce
Synonymes
- Homalodisca coagulata

La mouche pisseuse ou cicadelle pisseuse (Homalodisca vitripennis) est une espèce d'insectes hémiptères de la famille des Cicadellidae.
Cet insecte n'a rien d'une mouche : il appartient au groupe des cicadelles proches des cigales et des pucerons. C'est une grosse cicadelle qui mesure entre 15 et 20 mm. Son surnom de mouche pisseuse provient d'une particularité étonnante. Comme  toutes les cicadelles, c'est un insecte suceur de sève. Il s'installe sur les jeunes rameaux et les feuilles et au fur et à mesure qu'il pompe de la sève, excrète une grande quantité d'urine, entre cent et mille fois son propre poids chaque jour. Cette particularité s'explique par la très faible teneur en protéine de la sève (composée à 95% d’eau et de sucres, donc très pauvre en coposés azotés). Dans les zones où elle est commune, cette « mouche pisseuse » est responsable d'une fine pluie légèrement sirupeuse à l'ombre des arbres appelée miellat.
Cette espèce, originaire du sud des États-Unis, s'est propagée en Californie (1988), en Polynésie française (1999), à Hawaï (2004) et dans l'île de Pâques (2005), où elle est considérée comme une espèce envahissante. Par contre elle ne pose pas de problèmes particuliers dans sa zone d'origine. Comme beaucoup d'insectes piqueurs suceurs de sève, elle est susceptible de transmettre des maladies aux plantes. C'est en particulier le cas d'une bactérie appelée Xylella fastidiosa, responsable de la maladie de Pierce qui provoque de sérieux dégâts dans le vignoble californien.
Une méthode de lutte biologique a été mise au point pour lutter en Californie contre les pullulations printanières de cicadelles pisseuses en utilisant une espèce d'hyménoptère, une petite guêpe parasite, Gonatocerus triguttatus (en), qui pond ses œufs dans les larves de cicadelle.
En Polynésie française, le parasitoïde Gonatocerus ashmeadi (en) (Hymenoptera : Mymaridae) a été introduit en mai 2005 pour contrôler les populations de cicadelles pisseuses. Il s'est établi avec succès et a réduit 95 % de l'abondance du ravageur sans effet collatéral sur la faune locale.